# 万博1か月前!生放送スペシャル
『万博1か月前！生放送スペシャル』は、NHK総合（関西）で2025年3月13日に放送された特番。

## 概要
大阪・関西万博の開幕1か月前に生放送でその魅力を伝える番組。NMB48が万博会場に潜入リポートするほか、当日の生中継で開幕に向けて準備の進む会場の様子を伝えた。
当番組のNMB48のリポートVTRは、「生中継！開幕前夜 ココが知りたい！大阪・関西万博（2025年4月12日）」「さあ開幕！大阪・関西万博 教えて！アナタのレコメンド（2025年4月13日）」でも放送された。

## 出演者
- 田中直樹 – MC
- 鹿島綾乃 – MC
- NMB48 –リポーター。大阪・関西万博スペシャルサポーター。
- 山中伸弥-スタジオゲスト。京都大学iPS細胞研究所 名誉所長
- ハイヒール・モモコ –スタジオゲスト。
- 村雨辰剛 –スタジオゲスト。スウェーデン生まれ　俳優・庭師。
- カベポスター –スタジオゲスト。

- 天才ピアニスト、平山真衣（NMB48）、坂下真心（NMB48）-会場からの生中継で出演。

## 放送内容
- NMB48 は小嶋花梨（NMB48）＆塩月希依音（NMB48）、 安部若菜（NMB48）＆ 芳賀礼（NMB48）のコンビでロケリポート。石黒浩のプロデュースするパビリオンや大阪ヘルスケアパビリオンを紹介。この番組のロケで完成したばかりの大屋根リングに小嶋花梨（NMB48）＆塩月希依音（NMB48）が初めてのぼった。
- 天才ピアニストと平山真衣（NMB48）、坂下真心（NMB48）が大阪・関西万博の会場から生中継。大屋根リング、シグネチャーパビリオン、ウォータープラザ、未来型の人間洗濯機、NHKのサテライトスタジオを紹介。
- 回転ずしチェーン店の出展する世界の料理を紹介。スタジオゲストが試食。
- 万博で注目の未来技術としてiPS細胞から作ったミニ心臓について山中伸弥が解説。
- 番組最後には大阪・関西万博スペシャルサポーターのNMB48が繋ぎ歌～世界の国からこんにちは をテレビ初披露[2]。